# Férfi nyújtógyakorlat az 1896. évi nyári olimpiai játékokon
Az 1896. évi nyári olimpiai játékokon rendeztek nyújtógyakorlatokat a torna versenyszámain belül. Csak az első és második helyezett kapott érmet.

## Eredmény
| H     | Név                   | Nemzet             |
| ----- | --------------------- | ------------------ |
| Arany | Hermann Weingärtner   | Németország (GER)  |
| Ezüst | Alfred Flatow         | Németország (GER)  |
|       | Conrad Böcker         | Németország (GER)  |
|       | Gustav Flatow         | Németország (GER)  |
|       | Georg Hilmar          | Németország (GER)  |
|       | Kakas Gyula           | Magyarország (HUN) |
|       | Friedrich Manteuffel  | Németország (GER)  |
|       | Karl Neukirch         | Németország (GER)  |
|       | Andóniosz Papaioánu   | Görögország (GRE)  |
|       | Richard Röstel        | Németország (GER)  |
|       | Gustav Schuft         | Németország (GER)  |
|       | Carl Schuhmann        | Németország (GER)  |
|       | Leonídasz Ciklitírasz | Görögország (GRE)  |
|       | Wein Dezső            | Magyarország (HUN) |
|       | Louis Zutter          | Svájc (SUI)        |